# مگنولیا (سیاتل)
مگنولیا (به انگلیسی: Magnolia) یک منطقهٔ مسکونی در ایالات متحده آمریکا است که در سیاتل واقع شده‌است.